# 有加利丘車站
有加利丘車站（日语：／ Yūkarigaoka eki */?）是一個位於千葉縣佐倉市有加利丘四丁目，屬於京成電鐵、山萬的鐵路車站。
此站有京成電鐵的本線與山萬的有加利丘線停靠，是轉乘站。京成電鐵的車站編號是KS33。

## 概要
有加利丘車站是京成電鐵為了配合由山萬在1970年代時所開發的大型新市鎮「有加利丘」（ユーカリが丘）而特別設置的車站，有加利丘在泡沫經濟時代蓬勃景氣的推波助瀾下急速發展，成為一個包含了多棟超高層住宅大樓、購物中心、電影院與學校等完善設施的龐大社區。為了進一步提升社區內的交通品質，開發業者山萬也斥資設置了一個採單向循環運行、環繞新市鎮一週的新交通系統（新交通システム，日本對於無人駕駛的輕型旅客捷運系統之統一用名），命名為有加利丘線，並且以有加利丘車站作為該系統串連傳統鐵路系統（京成本線）的轉運車站。

## 歷史
- 1982年11月1日 - 本站啟用。

## 車站構造

### 京成電鐵
京成本線車站採大體上位於地面上的平面車站構造，但有部分站體設置在跨線天橋中，站區內設有兩座島式月台，原本應可容納四條乘車線，但實際上卻只有設置了三條，保留一條下行路線的備用空間。作為待避線的1號線主要在尖峰時段使用，有時也在午間時段待避回送與團體列車。
站內設有電扶梯，2009年4月完成剪票口層與月台之間的電梯。

#### 月台配置
| 月台 | 路線     | 方向 | 目的地                                     |
| ---- | -------- | ---- | ------------------------------------------ |
| 1、2 | 京成本線 | 上行 | 日暮里、上野、押上、 淺草線、 京急本線方向 |
| 3    | 京成本線 | 下行 | 佐倉、成田機場方向                         |

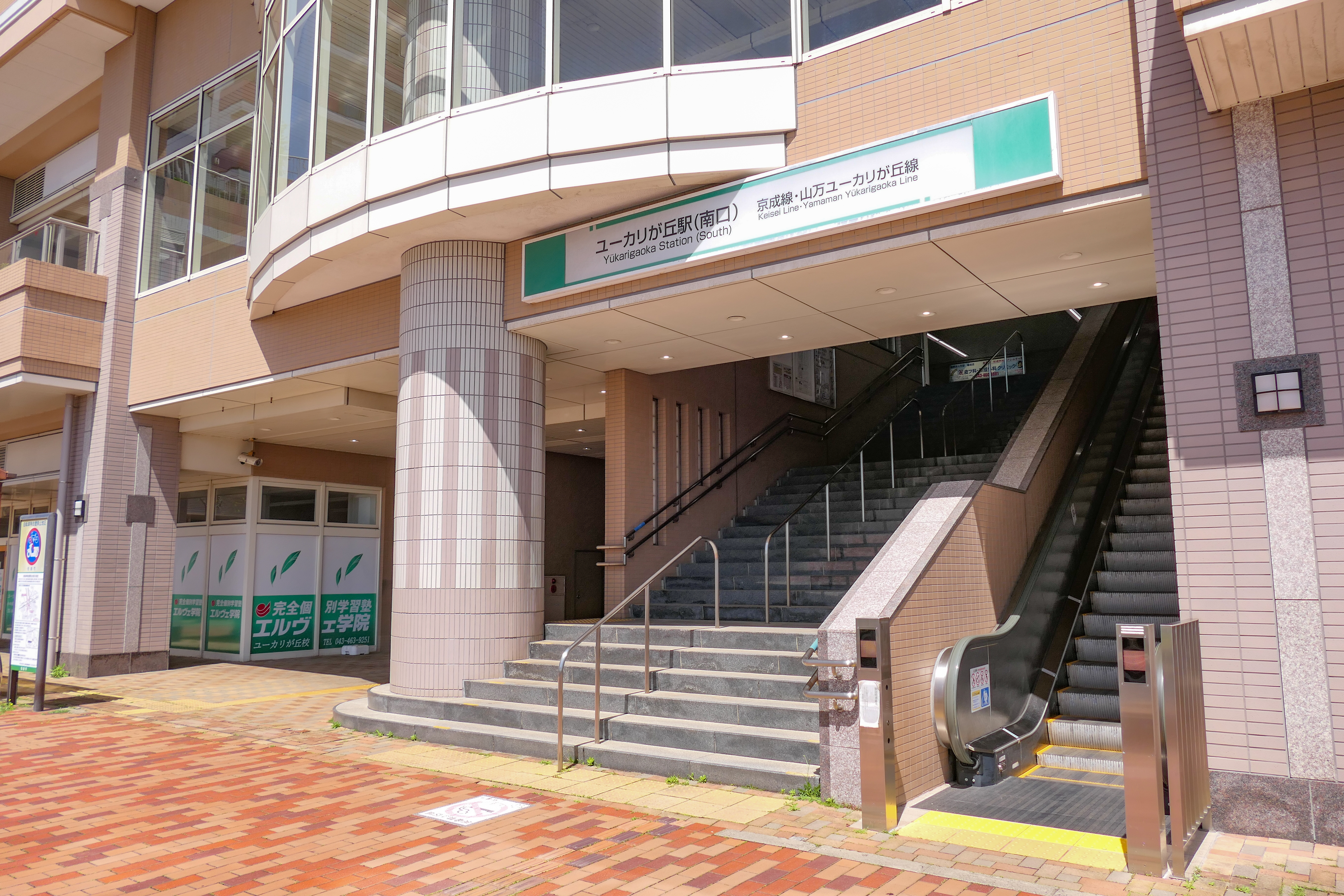
南口（2022年4月）
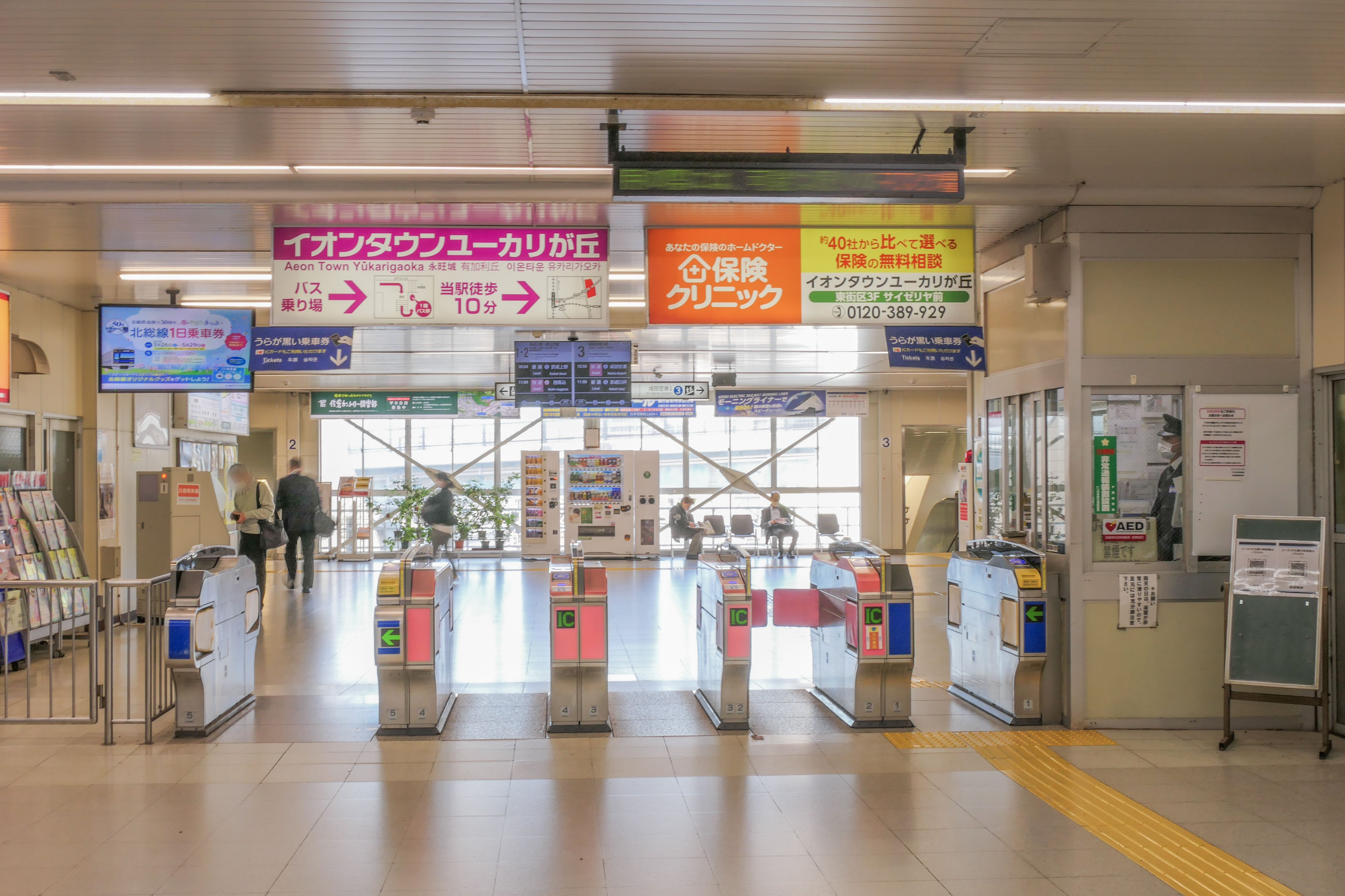
京成剪票口（2022年4月）
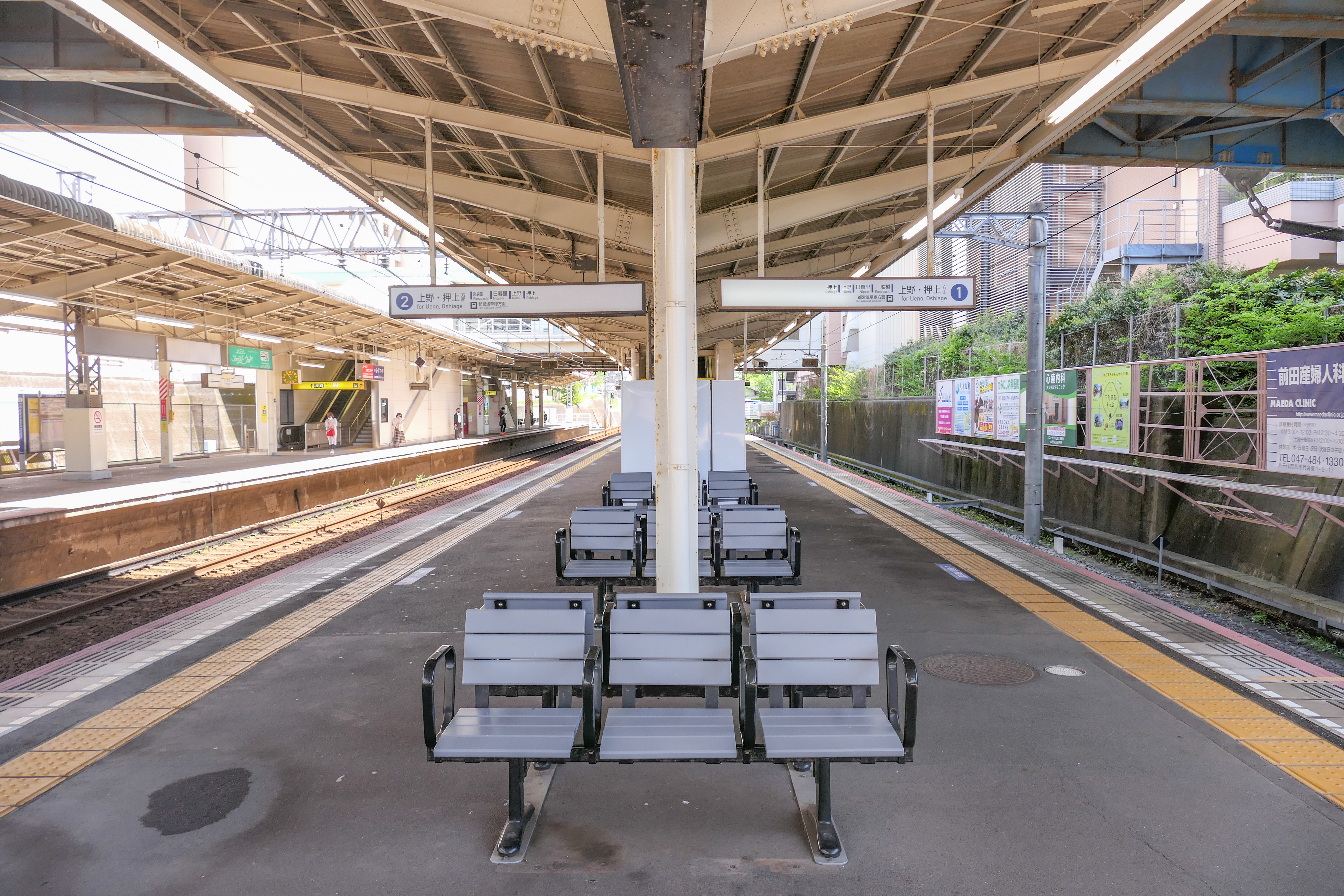
京成月台（2022年4月）

### 山萬
山萬有加利丘線的車站有連絡走道與京成車站北口相連，是一高架車站。由於有加利丘線本身是採單線單向（逆時針方向）循環行駛的方式運作的，因此山萬部份的站台只有一座側式月台與一條乘車線。
1樓出入口與2樓連絡通道之間設有電梯，付費區內大廳與月台之間的電梯則在2012年10月31日的「開業30周年紀念典禮」中啟用。
高架下有山萬有加利丘資訊中心與順天堂大學WHO指定協力中心。

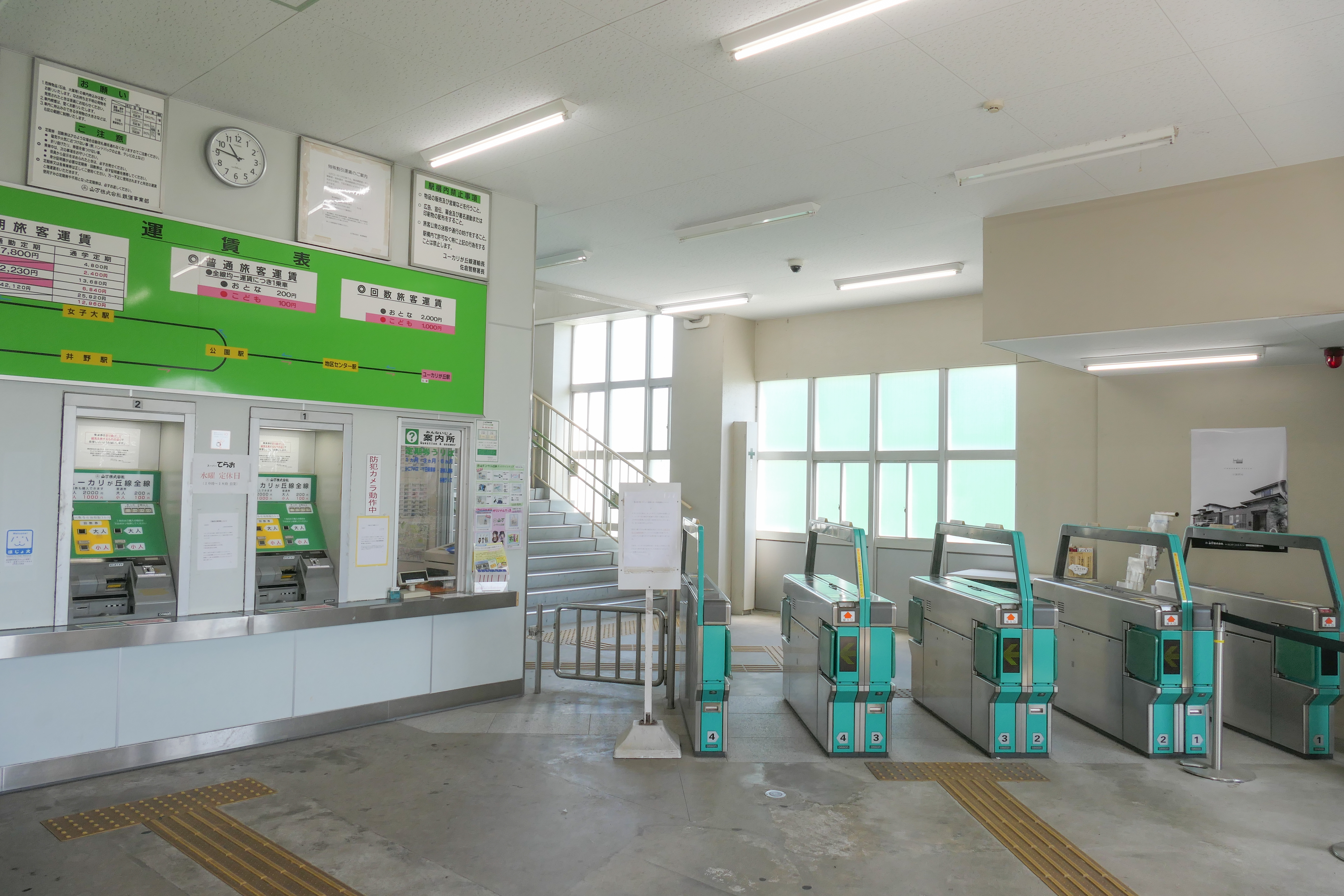
山萬剪票口（2022年4月）
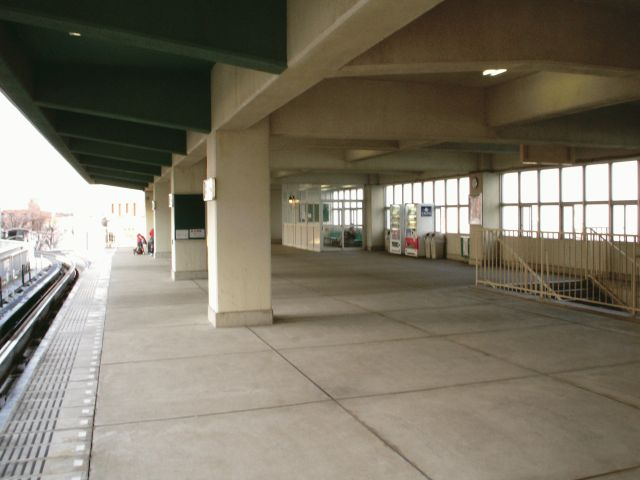
山萬有加利丘線月台（2021年9月）

## 使用情況
- 京成電鐵 - 2016年度1日平均上下車人次為22,446人[5]。京成線內69個車站當中排行第20位。
- 山萬 - 2015年度1日平均上車人次為828人。有加利丘線6個車站當中第1位。

近年1日平均上下、上車人次推移如下表。
| 年度               | 京成電鐵           | 京成電鐵         | 山萬             |
| 年度               | 1日平均 上下車人次 | 1日平均 上車人次 | 1日平均 上車人次 |
| ------------------ | ------------------ | ---------------- | ---------------- |
| 1998年（平成10年） |                    | 10,452           | 621              |
| 1999年（平成11年） |                    | 11,195           | 606              |
| 2000年（平成12年） |                    | 11,402           | 603              |
| 2001年（平成13年） |                    | 11,598           | 594              |
| 2002年（平成14年） |                    | 11,322           | 565              |
| 2003年（平成15年） | 21,732             | 11,156           | 558              |
| 2004年（平成16年） | 22,473             | 11,248           | 540              |
| 2005年（平成17年） | 22,467             | 11,304           | 570              |
| 2006年（平成18年） | 22,822             | 11,395           | 582              |
| 2007年（平成19年） | 22,711             | 11,334           | 579              |
| 2008年（平成20年） | 22,800             | 11,381           | 639              |
| 2009年（平成21年） | 22,324             | 11,147           | 675              |
| 2010年（平成22年） | 21,842             | 10,908           | 698              |
| 2011年（平成23年） | 21,392             | 10,689           | 688              |
| 2012年（平成24年） | 21,370             | 10,675           | 741              |
| 2013年（平成25年） | 21,653             | 10,818           | 794              |
| 2014年（平成26年） | 21,357             | 10,657           | 812              |
| 2015年（平成27年） | 21,606             | 10,787           | 828              |
| 2015年（平成28年） | 22,446             |                  |                  |

## 車站周邊
站前在泡沫經濟時代的1980年代後半急速發展，超高層公寓與商業設施聚集。車站北口側有國道296號通過。

### 北口
- YOU!PLA (YUKARI PLAZA)
1999年3月6日以「有加利丘SATY（日语：サティ (チェーンストア)）」2番街開幕[34]。
- SKYPLAZA MALL[35]
1992年以「有加利丘SATY」開幕。鄰地區中心站，2番街開幕後與1番街共同營運，之間以通道連結。之後更名為永旺有加利丘店」。2016年6月AEON TOWN有加利丘開店後於6月5日閉店，之後進行改裝工程。2017年11月28日起以OK STORE（日语：オーケーストア）為主要店鋪的山萬（日语：山万）直營商場SKYPLAZA MALL開幕。
- Cinema Sunshine（日语：シネマサンシャイン）有加利丘（YOU!PLA內）
1999年3月6日，「WARNER MYCAL CINEMAS有加利丘」開幕。2013改稱「AEON CINEMAS有加利丘」，2018年5月31日撤退[36]。同年6月15日Cinema Sunshine開幕[37]。
- 佐倉市役所有加利丘出張所
- Cablenet296（日语：広域高速ネット二九六）本社
- 瑞穗銀行有加利丘支店
- 千葉銀行有加利丘支店
- Welcia有加利丘店
- 島村（日语：しまむら）有加利丘店

### 南口
- 東邦大學醫療中心佐倉醫院
- 千葉縣立佐倉西高等學校（日语：千葉県立佐倉西高等学校）

### 路線巴士
平日早晨南口可搭乘My Town Direct Bus往東京站八重洲口、國際展示場站、東雲車庫（其他時段在有加利丘車站入口巴士站發車）。
另外，往南中野（角榮團地）的千葉Green Bus、佐倉市社區巴士畔田、下志津線（往京成臼井站）、往東邦大醫療中心佐倉醫院的免費接駁巴士也在南口發車。
佐倉市社區巴士的志津北側線往青菅、宮之台方向在在北口發車。

## 其他
- 開業之後，地方居民發起運動要求京成線特急增停本站。目前僅停靠通勤特急，快速特急、特急未停。地方運動仍在持續中。

## 相鄰車站
京成電鐵
 本線
■快速特急、■特急
通過
■通勤特急、■快速、■普通
志津（KS32）－有加利丘（KS33）－京成臼井（KS34）
山萬
■有加利丘線
有加利丘－地區中心

## 外部連結
- 有加利丘｜電車與車站資訊｜京成電鐵
- 有加利丘站PDF - 京成電鐵
- 山萬有加利丘站｜山萬有加利丘線 （页面存档备份，存于） - 有加利丘官方城鎮門戶網站